# Zyklon Yasi
Zyklon Yasi war der stärkste tropische Wirbelsturm der australischen Zyklonsaison 2010–2011. Der Zyklon bildete sich am 26. Januar 2011 über dem Südpazifik unweit der Fidschiinseln. Das System intensivierte sich rasch und zog stetig nach Westen. Am 31. Januar kreuzte es den 160. östlichen Längengrad als Zyklon der Kategorie 3 der australischen Zyklonskala und gelangte so in den Verantwortungsbereich des Bureau of Meteorology in Brisbane. Über dem Korallenmeer mit seinen hohen Wassertemperaturen von etwa 28 °C intensivierte sich der Zyklon rapide und erreichte am 1. Februar die höchste Kategorie der Skala. Die Zugbahn führte den Wirbelsturm auf die Küste des australischen Bundesstaates Queensland zu, auf die er am 2. Februar in Mission Beach traf. Das Auge überquerte im weiteren Verlauf unter anderem die Orte Innisfail, Tully, Cardwell und Ingham.

## Sturmverlauf

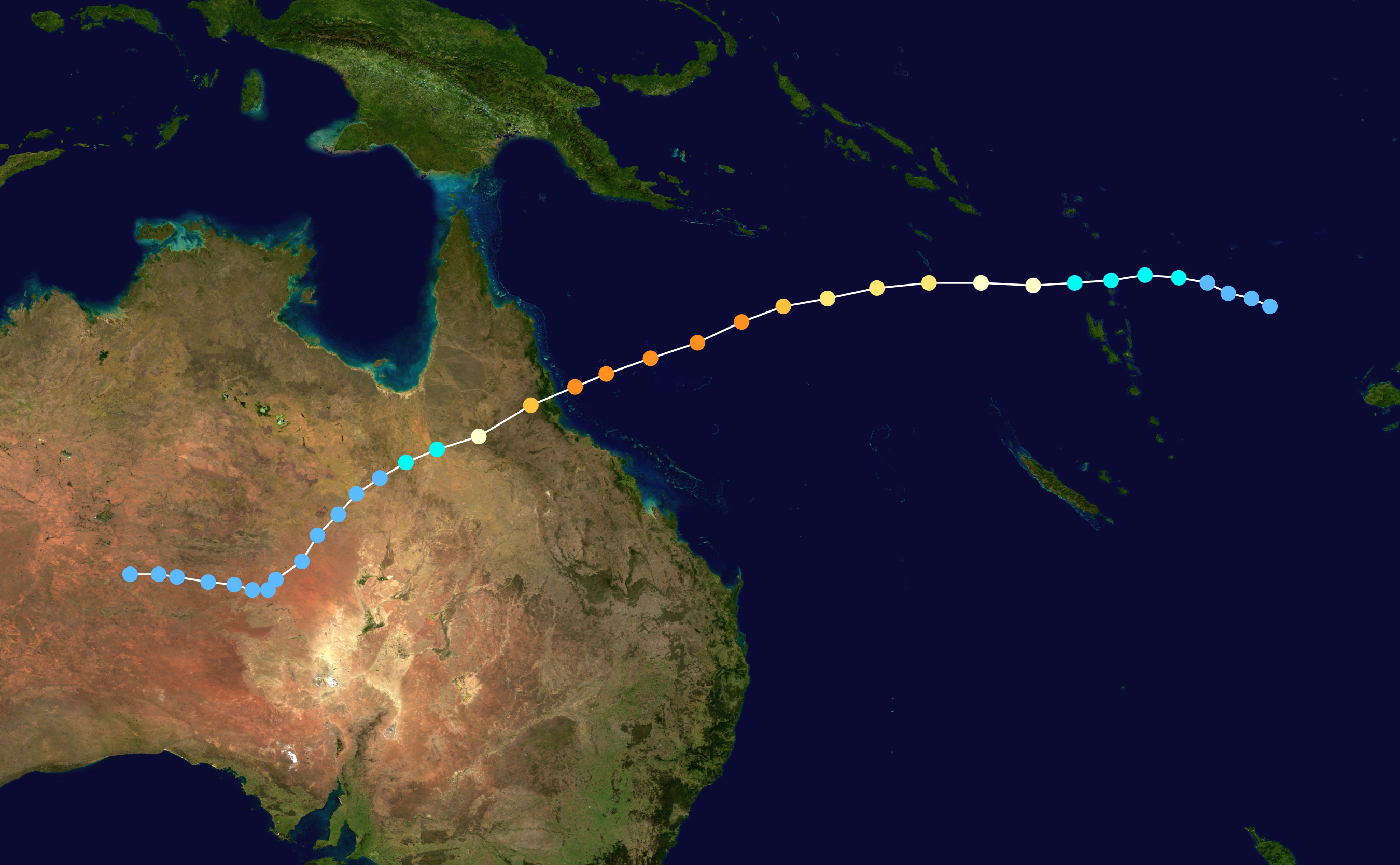
Zugbahn des Zyklons. Die Punkte markieren die Lage des Zentrums im 6-Stunden-Intervall.

Zyklon Yasi wurde zuerst am 26. Januar durch das zuständige Regional Specialized Meteorological Centre in Nadi (Fiji Meteorological Service; FMS) als tropische Störung identifiziert. Es erhielt die Bezeichnung 09F, als es sich rund 330 km südsüdwestlich von Tuvalu befand. Hohe Wasseroberflächentemperaturen in der gesamten Ozeandeckschicht bis 150 Meter Tiefe und geringe bis mäßige Windscherung ließen eine stetige Intensivierung des nach Südwesten ziehenden Systems erwarten, doch in den darauffolgenden beiden Tagen entwickelte sich das System nur langsam. Die Störung wurde dennoch am 27. Januar zu einer tropischen Depression hochgestuft. Am 28. Januar beschrieb das Joint Typhoon Warning Center (JTWC) der United States Navy die Depression als schlecht entwickelt, mit einem ausgedehnten Gebiet rotierender, flackernder Konvektion. Am darauf folgenden Tag entwickelte sich das System deutlich, sodass das JTWC die Warnung ausgab, dass die Bildung eines tropischen Zyklons bevorstehe. Das bodennahe Zirkulationszentrum wurde ausgeprägter und Konvektionswolken bildeten sich an der nördlichen Peripherie des Tiefdruckgebietes.
Während des 30. Januars intensivierte sich das System rapide, sodass das JTWC aufgrund von ASCAT-Aufnahmen das System zu einem tropischen Sturm erklärte, da böige Winde um das Zentrum des Systems festgestellt wurden. Auch der FMS, der das für den Südpazifik zuständige RSMC betreibt, stufte das System auf und vergab entsprechend der Liste der Namen tropischer Wirbelstürme den Namen Yasi. Zu diesem Zeitpunkt befand sich Zyklon Yasi etwa 370 km nordöstlich von Vanuatu. Der Sturm befand sich am nördlichen Rand eines ausgeprägten subtropischen Rückens und zog in einer westlichen Richtung, wobei er sich über die nördlichen Inseln des Staates hinweg bewegte. Die rapide Intensivierung setzte sich fort, und am 31. Januar überschritten die andauernden zehnminütigen Windgeschwindigkeiten 120 km/h. Der Sturm hatte sich so zu einem schweren tropischen Zyklon intensiviert. Im Tagesverlauf kreuzte Yasi westwärts über den 160. östlichen Längengrad, sodass das RSMC Nadi die letzte Warnung zu dem System ausgab und das Tropical Cyclone Warning Center (TCWC) Brisbane des Bureau of Meteorology die Verantwortung für die Warnungen übernahm und die erste Warnung vor dem Kategorie-3-Zyklon ausgab. Über dem Korallenmeer intensivierte sich Yasi weiter sehr rasch und wurde innerhalb weniger Stunden in die Kategorie 4 und schließlich in die Kategorie 5 der australischen Zyklonskala hochgestuft.
Der Zyklon traf nahe Mission Beach rund 50 km südlich von Innisfail auf die australische Ostküste. Das Auge des Sturms zum Zeitpunkt des Landfalls wurde mit einem Durchmesser von 35 Kilometer registriert, der Zyklonkern mit den höchsten Windgeschwindigkeiten erreichte einen Durchmesser von etwa 100 Kilometer. Über Land verlor Yasi kontinuierlich an Kraft. Um 17:15 Uhr UTC, also nach etwa fünf Stunden über Land, wurde Yasi in die Kategorie 4 zurückgestuft; der Zyklon befand sich zu dem Zeitpunkt etwa 95 km südwestlich von Innisfail. Zwei Stunden später wurde angenommen, dass sich der Zyklon zu dem Zeitpunkt in die Kategorie 3 abgeschwächt hat. Um 21:00 Uhr UTC nahm das TCWC in Brisbane die Rückstufung in die Kategorie 2 vor. Zu dem Zeitpunkt befand sich das Zentrum von Yasi etwa 95 km südöstlich von Georgetown. Die Rückstufung in die Kategorie 1 veröffentlichte das TCWC um 3:00 Uhr UTC, als Yasi etwa 150 km nordwestlich von Richmond oder 295 km ostnordöstlich von Mount Isa mit einer Zuggeschwindigkeit von etwa 40 km/h in westsüdwestlicher Richtung wanderte.

## Vorbereitungen
Am 1. Februar 2011 lauteten die Prognosen, dass es an der australischen Küste zu Windgeschwindigkeiten von 250 bis 300 Kilometer pro Stunde kommen könne. In Cairns wurden 9000 Bewohner angewiesen, den Ort zu verlassen. Die Armee half, die Krankenhäuser zu evakuieren. Insgesamt wurden 30.000 Menschen zur Flucht aufgerufen. Anna Bligh, Ministerpräsidentin von Queensland, sprach von einem gewaltigen und lebensbedrohenden Sturm. Insgesamt etwa 300.000 Menschen in der Region wurden als betroffen eingeschätzt.
Die australischen Streitkräfte halfen mit 100 in den Laverack Baracks in Townsville stationierten Soldaten den örtlichen Behörden bei der angeordneten Evakuierung. Ausrüstung sowie Flugzeuge und Schiffe des Militärs wurden aus der Zugbahn des Zyklons verlegt. Die Streitkräfte Australiens bereiteten sich darauf vor, sich nach dem Durchzug des Sturms mit Flugzeugen an Rettung, Bergung und Versorgung der Bevölkerung in der betroffenen Region zu beteiligen. Das schwere Landungsschiff HMAS Tobruk wurde ebenfalls auf einen Einsatz vorbereitet.
In der Milne Bay Province in Papua-Neuguinea wurden die Bewohner aufgefordert, höher gelegene Gebiete aufzusuchen.

## Auswirkungen

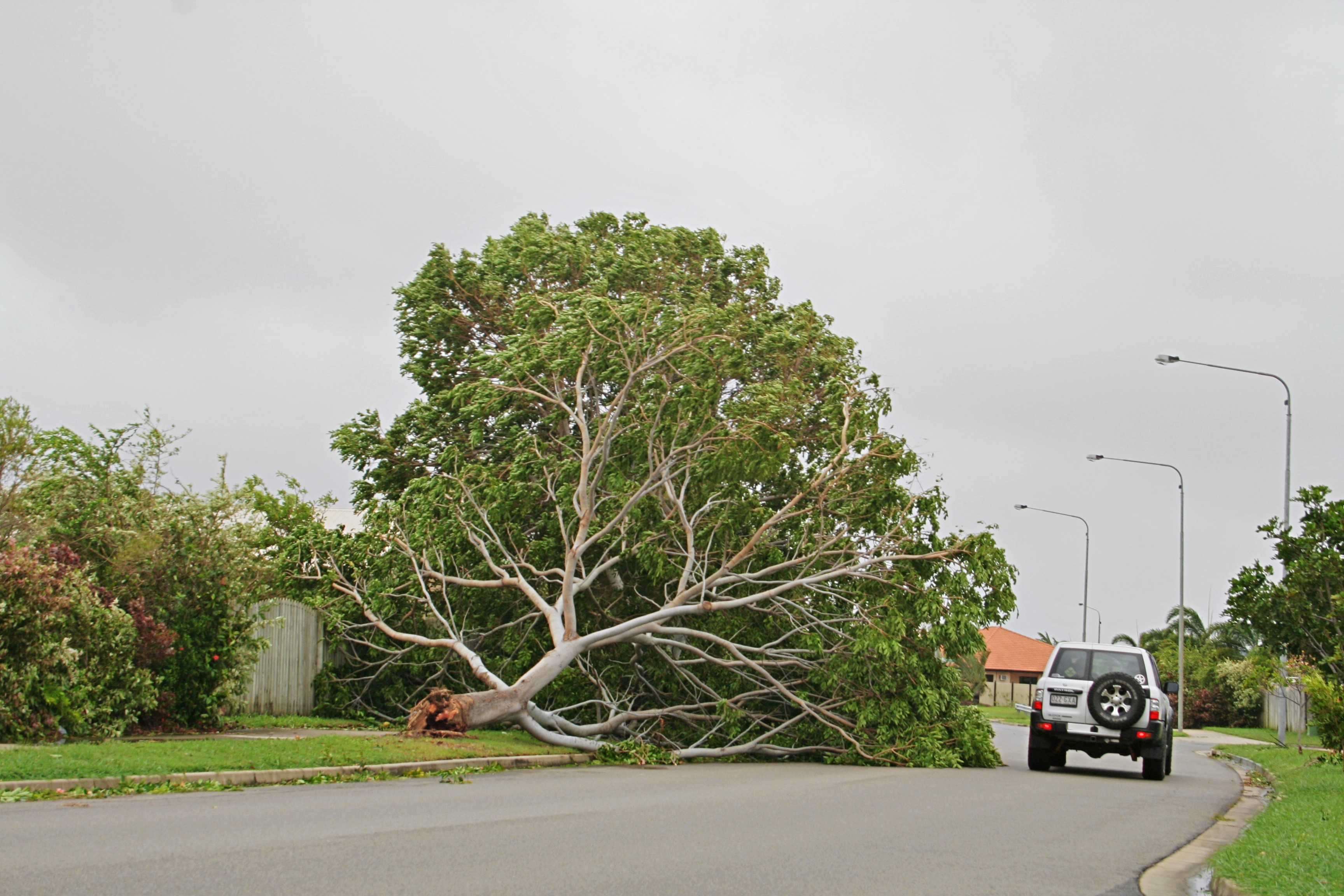
Umgestürzter Baum in Townsville

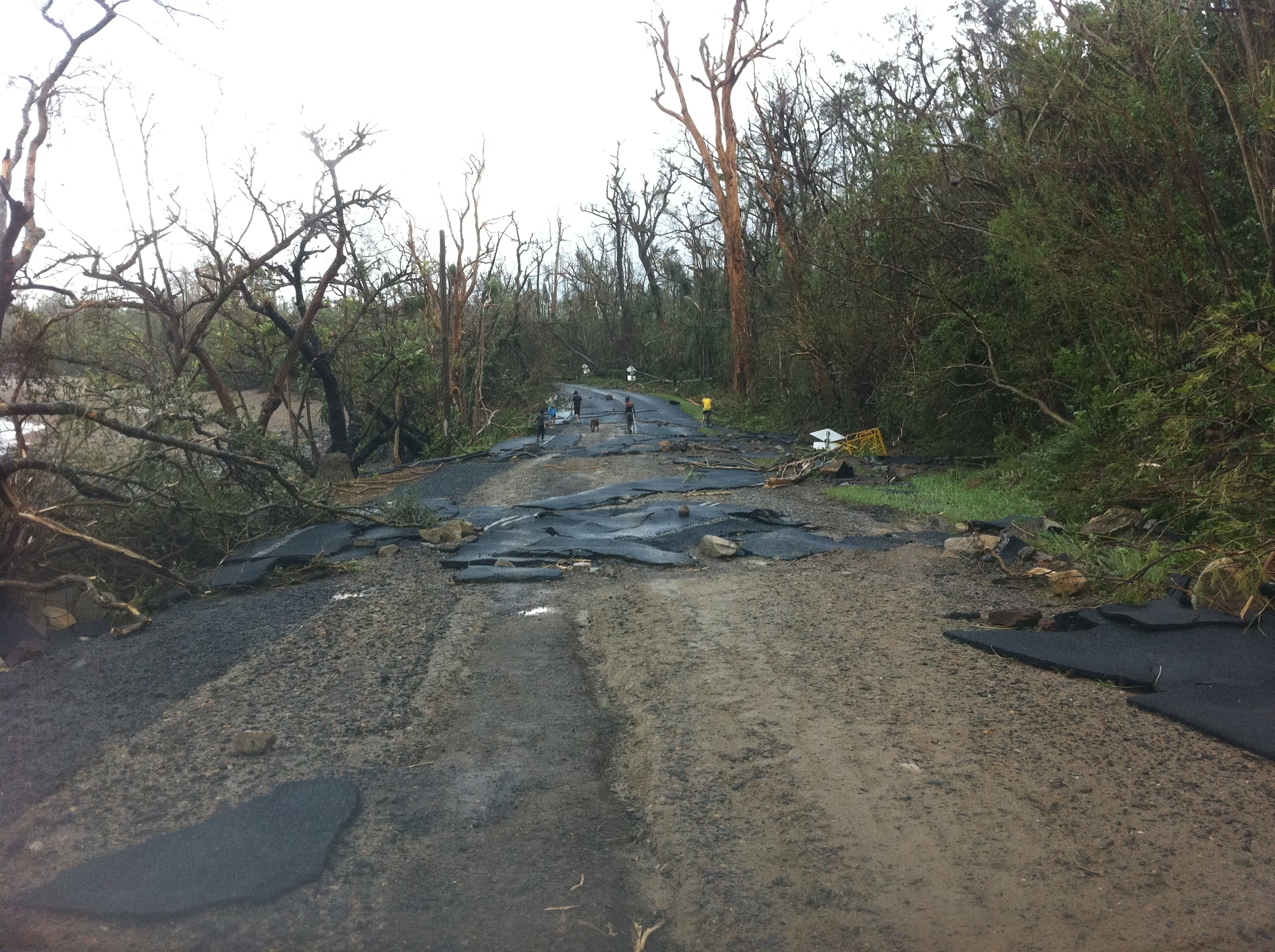
Stark beschädigte Straße bei Mission Beach

Bevor der Sturm auf das australische Festland traf, zog das Sturmzentrum direkt über Willis Island hinweg. Diese kleine Insel liegt etwa 450 km östlich von Cairns. Die meteorologischen Daten, die von der Insel übertragen wurden, spiegeln die Annäherung des Sturmes wider. Das Anemometer wurde durch eine Windböe von 185 km/h beschädigt, anschließend fiel der Luftdruck auf 937,9 hPa. Gegen 9:00 Uhr Ortszeit am 2. Februar wurde die Datenübertragung des Wetterradars unterbrochen, etwa eine Stunde später ging die Kommunikation mit den Einrichtungen auf der Insel völlig verloren.
Das Dorf Mission Beach und die beiden kleineren Orte Tully und Cardwell wurden von Yasi besonders hart getroffen. Mission Beach, wo das Auge des Zyklons auf Land stieß, wurde in australischen Medien als Ground Zero beschrieben. Im nahegelegenen Tully waren die Verwüstungen ebenfalls erheblich: kaum ein Haus blieb unbeschädigt, etwa jedes dritte wurde zerstört oder abgedeckt, ein Großteil der landwirtschaftlichen Anbauflächen wurde vernichtet. Das etwas weiter südlich und direkt am Meer gelegene Cardwell bezeichneten Augenzeugen „wie von einem Tsunami getroffen und nahezu ausgelöscht“. Die beiden größeren Orte Innisfail im Norden und Ingham im Süden waren vergleichsweise weniger stark beeinträchtigt, doch auch hier nahmen die Vegetation und zahlreiche Häuser Schaden durch den Sturm und nachfolgende Überschwemmungen.
In den zwei großen Städten der Region, Cairns und Townsville, zwischen denen der Zyklon angelandet war, waren die Ausläufer des Sturmzentrums ebenfalls deutlich spürbar, die Beschädigungen hielten sich aber in Grenzen. Mindestens ein Todesopfer gab es zu beklagen. Ein 23-jähriger Mann erstickte nahe Ingham, als er selber versuchte, sein Haus wieder mit Strom zu versorgen. Er atmete Abgase eines Dieselgenerators ein. Zwei Männer, ein Ehepaar und ein Teenager wurden zwischenzeitlich vermisst, konnten aber in den folgenden Tagen aufgefunden werden. Aufgrund der geringen Opferzahl und der weitestgehenden Verschonung der Großstädte war in der nachträglichen Berichterstattung hin und wieder davon die Rede, dass Queensland „noch einmal davon gekommen sei“, der genaue wirtschaftliche Schaden ist jedoch noch nicht zu beziffern. In der Region, auf die ein Drittel des nationalen Zuckerrohranbaus entfällt und in der fast alle Bananenplantagen Australiens liegen, entstand allein in der Landwirtschaft enormer Schaden. Dieser beträgt ersten Schätzungen zufolge mindestens 500 Millionen Australische Dollar.
Yasis Resttief, das weiter in südwestlicher Richtung zog, führte auch in South Australia zu Starkregen; in Terowie und Yongala wurden am 5. Februar Regenmengen von 140 mm gemessen. Überflutungen traten im Norden des Bundesstaates verbreitet auf und erreichten sogar Renmark am River Murray. Im Nordwesten von Victoria stellte Mildura mit 142 mm einen neuen Höchstwert für den innerhalb eines Tages gefallenen Niederschlag. In Lyndhurst, einem Vorort von Melbourne, betrug am 4. Februar der kumulierte Niederschlag für die 24 Stunden von 9:00 Uhr Ortszeit (22:00 Uhr UTC) bis zum darauffolgenden Tag 180 mm.
Die Evakuierungen wurden nach und nach wieder aufgehoben, obwohl an dem gesamten Küstenabschnitt auch in der Folgezeit einige Verkehrswege unpassierbar waren und erhebliche Beeinträchtigungen bei der Strom- und Wasserversorgung bestanden – zeitweise waren etwa 200.000 Haushalte ohne Strom.